# Údol
Údol é um município da Eslováquia, situado no distrito de Stará Ľubovňa, na região de Prešov. Tem 13,07 km² de área e sua população em 2018 foi estimada em 367 habitantes.

## Demografia
| Ano:        | 1994 | 2004   | 2014   | 2024   |
| ----------- | ---- | ------ | ------ | ------ |
| Broj ljudi: | 459  | 417    | 396    | 367    |
| Razlika:    |      | -9,15% | -5,03% | -7,32% |

| Ano:               | 2023 | 2024   |
| ------------------ | ---- | ------ |
| Número de pessoas: | 370  | 367    |
| Diferença:         |      | -0,81% |